# Mohamed Khemisti
Pour les articles homonymes, voir Khemis.
 (novembre 2010).
Si vous disposez d'ouvrages ou d'articles de référence ou si vous connaissez des sites web de qualité traitant du thème abordé ici, merci de compléter l'article en donnant les références utiles à sa vérifiabilité et en les liant à la section « Notes et références ».
Mohamed Khemisti (محمد خميستي en arabe), né le 11 août 1930 à Maghnia, dans l'actuelle wilaya de Tlemcen et mort assassiné le 5 mai 1963 à Alger, est un homme politique algérien. 
Il est le premier ministre des affaires étrangères de l'Algérie, de 1962 à 1963.

## Biographie
Son père, un fellah ayant cinq garçons et deux filles à charge, inscrit ses enfants Mohammed et Mékki a l'école primaire, Mohammed, le plus jeune, poursuit ses études pour obtenir son certificat d'études en 1946 avant d'être embauché dans le chantier de construction du barrage de Beni Bahdel. Il se retrouve au chômage par la suite et se rend en France pour rejoindre son frère Abdeldjebbar qui lui trouve du travail dans un bureau d'études à Toulon. Après son retour au pays, Mohammed Khémisti est encouragé pour poursuivre ses études. Il s'inscrit ensuite au lycée Pasteur d'Oran où il décroche le baccalauréat en mathématiques. Il se rend de nouveau en France pour s'inscrire à la faculté de médecine de Montpellier avant d'opter pour la faculté de droit, sur la demande du FLN.
Lors du déclenchement de la révolution du 1er novembre 1954, Mohammed Khémisti milite à l'Union générale des étudiants musulmans algériens, l'UGÉMA. Il préside le congrès de l'UGÉMA qui a lieu du 24 au 30 mars 1956 à Paris, et qui se conclut par des recommandations dont l’indépendance nationale, la libération de tous les détenus et l’ouverture des négociations avec le FLN.
Après le mot d'ordre de grève générale lancée par le FLN le 19 mai 1956, il est arrêté le 12 novembre 1957 à Montpellier et transféré à la prison de Serkadji, où est déjà incarcéré son frère Mekki. En prison, il écrit un livre sur sa vie et ses conditions d'incarcération, un manuscrit qui disparaît par la suite.
Il est libéré en 1960 et se rend en Suisse déguisé en prêtre. Sur place, il est chargé par Abderrahmane Farès de la sécurité des réseaux de collecte de fonds en Europe au profit de l’Algérie. Il contribue à la création de l'équipe de football du FLN.
Après la formation du premier gouvernement algérien, le 27 septembre 1962, Mohammed Khémisti est nommé ministre des affaires étrangères.
Il défend le principe de la nécessité des relations privilégiées avec la France et les pays maghrébins. Il assiste en 1963 à une rencontre des ministres des affaires étrangères du Maghreb tenue à Rabat, de même qu'il accompagne le président Ben Bella à New York invité à une session de l'ONU.
Le jeudi 11 avril 1963, à l'issue d'une réunion regroupant les ministres de l'État algérien et les députés, au siège de l'Assemblée nationale, Mohammed Khémisti est blessé d'une balle au visage sur le perron de l'édifice du Palais Zighout Youcef, au moment où il allait rejoindre son épouse Fatima Méchiche, veuve du colonel Lotfi, qui l’attendait dans la voiture. Il est alors hospitalisé dans un état critique et meurt le 4 mai 1963. Les obsèques se déroulent en la présence de nombreuses délégations étrangères dont le président égyptien Gamal Abdel Nasser. Le président égyptien effectuait une visite officielle en Algérie et devait se rendre à Constantine le jour même du décès de Khemisti, visite qui a été annulée.
Dans le discours prononcé le 20 avril 1963 à la préfecture d'Oran et repris par l’agence APS, le président Ben Bella souligne : « Je peux vous dire que l'enquête a démontré qu'il n'y a rien derrière cet acte, et que la révolution continuera même si Khémisti venait à mourir ». Le mystère reste entier sur les mobiles de cet acte qui est le premier contre une personnalité politique après l'indépendance.
Ben Bella soutiendra bien plus tard que le crime est de nature passionnelle.
Un jardin porte son nom à Alger-Centre. Il est situé dans le boulevard Mohamed-Khemisti à Tafourah, sous la Grande Poste d'Alger.